# SAテニスオープン
SAテニスオープン（SA Tennis Open）は、南アフリカ共和国・ヨハネスブルグのモンテカジノにて開催されていたATPツアー大会である。同国において過去1995年まで断続的に行われてきたATPツアー大会の歴史を継承する大会でもあったが2011年大会を最後に行われていない。

## 歴代大会優勝者

### シングルス
| 年              | 優勝者                           | 準優勝者                       | スコア                  |
| --------------- | -------------------------------- | ------------------------------ | ----------------------- |
| 2011年          | ケビン・アンダーソン             | ソムデブ・デバルマン           | 4–6, 6–3, 6–2           |
| 2010年          | フェリシアーノ・ロペス           | ステファン・ロベール           | 7-5, 6-1                |
| 2009年          | ジョー＝ウィルフリード・ツォンガ | ジェレミー・シャルディー       | 6-4, 7-6(5)             |
| 2008年 - 1996年 | 開催無し                         | 開催無し                       | 開催無し                |
| 1995年          | マルティン・シナー               | ギョーム・ラウー               | 6-1, 6-4                |
| 1994年          | マルクス・ツェッケ               | ヘンドリク・ドリークマン       | 6-4, 6-1                |
| 1993年          | アーロン・クリックステイン       | グラント・スタフォード         | 6-3, 7-6                |
| 1992年          | アーロン・クリックステイン       | アレクサンドル・ボルコフ       | 6-4, 6-4                |
| 1991年          | 開催無し                         | 開催無し                       | 開催無し                |
| 1990年          | 開催無し                         | 開催無し                       | 開催無し                |
| 1989年          | クリスト・ヴァン・レンスブルグ   | ポール・チェンバレン           | 6-4, 7-6, 6-3           |
| 1988年          | ヤコブ・ラセク                   | クリスト・ヴァン・レンスブルグ | 6-7, 6-4, 6-1, 7-6      |
| 1987年          | パット・キャッシュ               | ブラッド・ギルバート           | 7-6, 4-6, 2-6, 6-0, 6-1 |
| 1986年          | アモス・マンスドル               | マット・アンガー               | 6-3, 3-6, 6-2, 7-5      |
| 1985年          | マット・アンガー                 | ブラッド・ギルバート           | 6-4, 3-6, 6-3, 6-2      |
| 1984年          | エリオット・テルチャー           | ビタス・ゲルレイティス         | 6-3, 6-1, 7-6           |
| 1983年          | ヨハン・クリーク                 | コリン・ドウズウェル           | 6-4, 4-6, 1-6, 7-5, 6-3 |
| 1982年          | ビタス・ゲルレイティス           | ギリェルモ・ビラス             | 7-6, 6-2, 4-6, 7-6      |
| 1981年          | ビタス・ゲルレイティス           | ジェフ・ボロウィアック         | 6-4, 7-6, 6-1           |
| 1980年          | キム・ウォーウィック             | フリッツ・ビューニング         | 6-2, 6-1, 6-2           |
| 1979年          | ホセ・ルイス・クレルク           | デオン・ジュベア               | 6-2, 6-1                |
| 1978年          | ティム・ガリクソン               | ハロルド・ソロモン             | 2-6, 7-6, 7-6, 6-7, 6-4 |
| 1977年          | 開催無し                         | 開催無し                       | 開催無し                |
| 1976年          | オニー・パルン                   | クリフ・ドライスデール         | 7-6, 6-3                |

### ダブルス
| 年              | 優勝者                                              | 準優勝者                                            | スコア            |
| --------------- | --------------------------------------------------- | --------------------------------------------------- | ----------------- |
| 2011年          | ジェームス・セレターニ アディル・シャマスディン     | スコット・リプスキー ラジーブ・ラム                 | 6–3, 3–6, [10–7]  |
| 2010年          | ロハン・ボパンナ アイサム＝ウル＝ハク・クレシ       | カロル・ベック ハレル・レビ                         | 2–6, 6–3, [10–5]  |
| 2009年          | ジェームス・セレターニ ディック・ノーマン           | リック・デ・フェスト アシュリー・フィッシャー       | 6–7, 6–2, [14–12] |
| 2008年 - 1996年 | 開催無し                                            | 開催無し                                            | 開催無し          |
| 1995年          | ロドルフ・ジルベール ギヨーム・ラウー               | マルティン・シナー ヨースト・ヴィンニンク           | 6–4, 3–6, 6–3     |
| 1994年          | マリウス・バーナード ブレント・ヘイガース           | エリス・フェレイラ グラント・スタフォード           | 6-3, 7-5          |
| 1993年          | ラン・ベイル バイロン・ブラック                     | ヨハン・デ・ビーア マルコス・オンドルスカ           | 7-6, 6-2          |
| 1992年          | ピーター・アルドリッチ ダニー・ヴィッサー           | ウェイン・フェレイラ ピート・ノーバル               | 6-4, 6-4          |
| 1991年          | 開催無し                                            | 開催無し                                            | 開催無し          |
| 1990年          | 開催無し                                            | 開催無し                                            | 開催無し          |
| 1989年          | ルーク・ジェンセン リッチー・レネバーグ             | ケリー・ジョーンズ ジョーイ・リブ                   | 6–0, 6–4          |
| 1988年          | ケビン・カレン デビッド・ペイト                     | ゲーリー・ミュラー ティム・ウィルキソン             | 7–6, 6–4          |
| 1987年          | ケビン・カレン デビッド・ペイト                     | エリック・コリタ ブラッド・ピアース                 | 6–4, 6–4          |
| 1986年          | マイク・ド・パーマー クリスト・バン・レンスバーグ   | アンドレス・ゴメス シャーウッド・スチュワート       | 3–6, 6–2, 7–6     |
| 1985年          | コリン・ダウデスウェル クリスト・バン・レンスバーグ | アモス・マンスドルフ シャハー・パーキス             | 3–6, 7–6, 6–4     |
| 1984年          | トレイシー・デラット フランシスコ・ゴンサレス       | スティーブ・マイスター エリオット・テルチャー       | 7–6, 6–1          |
| 1983年          | スティーブ・マイスター ブライアン・ティーチャー     | アンドレス・ゴメス シャーウッド・スチュワート       | 6–7, 7–6, 6–2     |
| 1982年          | ブライアン・ゴットフリート フルー・マクミラン       | シュロモ・グリックステイン アンドリュー・パティソン | 6–2, 6–2          |
| 1981年          | バーナード・ミルトン レイモンド・ムーア             | シュロモ・グリックステイン デビッド・シュナイダー   | 7–5, 3–6, 6–1     |
| 1980年          | ボブ・ヒューイット フルー・マクミラン               | コリン・ダウデスウェル ハインツ・ギュンタード       | 6–4, 6–3          |
| 1979年          | コリン・ダウデスウェル ハインツ・ギュンタード       | レイモンド・ムーア イリ・ナスターゼ                 | 6–3, 7–6          |
| 1978年          | ボブ・ヒューイット フルー・マクミラン               | コリン・ディブリー ジェフ・マスターズ               | 7–5, 7–6          |
| 1977年          | ボブ・ヒューイット フルー・マクミラン               | チャーリー・パサレル エリック・バン・ディレン       | 6–2, 6–0          |
| 1976年          | マーティー・リーセン ロスコー・タナー               | フルー・マクミラン トム・オッカー                   | 6-2, 7-5          |